# 石核木属
石核木属（学名：Litosanthes）是茜草科下的一个属，为灌木植物。该属仅有石核木（Litosanthes biflora）一种，分布于亚洲热带地区。